# Magsig Rampart
Magsig Rampart ist eine Felswand im westantarktischen Marie-Byrd-Land. Im Königin-Maud-Gebirge ragt sie an der Westflanke des Stanford-Plateaus entlang dem Watson Escarpment auf. Sie erhebt sich 400 m über das Niveau des Leverett-Gletschers an dessen Ostflanke und nahe dessen Kopfende.
Das Advisory Committee on Antarctic Names benannte die Felswand 2006 nach Russell Magsig, einem Mechaniker auf der Siple-Station im antarktischen Winter 1983, der darüber hinaus in 16 antarktischen Sommerkampagnen auf dem Williams Field, auf der McMurdo-Station und auf der Amundsen-Scott-Südpolstation tätig war und dabei zwischen 2002 und 2005 am sogenannten South Pole Traverse Projekt im Rahmen des United States Antarctic Program teilgenommen hatte.